# Alaxchelicera ordinaria
Alaxchelicera ordinaria is een spinnensoort in de taxonomische indeling van de hangmatspinnen (Linyphiidae).
Het dier behoort tot het geslacht Alaxchelicera. De wetenschappelijke naam van de soort werd voor het eerst geldig gepubliceerd in 1932 door Arthur Gardiner Butler.